# El Militante
El Militante (EM) es un periódico mensual español de orientación marxista, órgano oficial de la organización comunista Izquierda Revolucionaria. Comenzó a publicarse en el año 1989, como heredero de la publicación Nuevo Claridad (1976).

## El periódico en España

### Origen

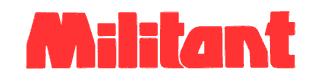
Antecesor británico de El Militante.

El antecesor de El Militante es la publicación Nuevo Claridad, que se creó como órgano de las Juventudes Socialistas de Álava en junio de 1976. El nombre tenía un significado histórico, ya que Claridad fue el periódico del ala de izquierdas del PSOE encabezada por Largo Caballero en los años 1930.
Todos los participantes de esta publicación defendían una política marxista dentro del PSOE, en línea con la organización británica Militant. Esta organización había enviado a España a varios de sus miembros, entre otros a su dirigente Alan Woods. Este entró en contacto con sectores marxistas de las Juventudes Socialistas de España y junto a ellos editaron el Nuevo Claridad.
Durante años defendieron el marxismo dentro del PSOE en contra de la dirección socialdemócrata encabezada por Felipe González. Su participación en este periódico fue el argumento dado por la dirección del PSOE y UGT para la expulsión de sus participantes desde finales de los años 1970 hasta comienzos de los años 1980.
Siendo todavía conocidos como Nuevo Claridad, deciden potenciar su rama juvenil, y desarrollan un plan para organizar en 1986 el Sindicato de Estudiantes. Esta organización nace con movilizaciones de millones de estudiantes en el curso académico 1986-87. Desde entonces, el Sindicato de Estudiantes está dirigido por marxistas.

### Lanzamiento deEl Militante
En 1989, el PSOE llevaba ya 8 años en el poder y las ideas marxistas que defiende Nuevo Claridad tienen poco eco allí.
Como el nombre Claridad estaba en poder de la UGT y esta rechazaba dar su autorización para legalizar la cabecera Nuevo Claridad, deciden cambiar el nombre por El Militante, que concordaba con el que tenían en el Reino Unido sus camaradas del grupo Militant. El Militante salió a la calle a mediados de 1989 con el subtítulo "Voz del socialismo marxista y la juventud". Pocos meses después, la caída del muro de Berlín provocó una grave crisis política en todo el movimiento comunista procedente de la tradición estalinista, y las ideas de El Militante empezaron a encontrar eco entre sectores del Partido Comunista de España.[cita requerida]
A principios de los años 1990, y para precisamente hacer frente a la ofensiva ideológica desatada por el capitalismo tras la caída de los países estalinistas, El Militante creó la Fundación Federico Engels, dedicada a la publicación de textos marxistas. Además de decenas de obras de los clásicos del marxismo (Marx, Engels, Lenin, Trotski, Rosa Luxemburgo,  Karl Liebknecht, Franz Mehring, Yevgueni Preobrazhenski ...), la Fundación Federico Engels ha publicado libros de autores modernos, como Ted Grant, cuadernillos introductorios a temas diversos y la revista Marxismo Hoy. La labor editorial de la Fundación Federico Engels en todos estos años la ha convertido en la mayor fuente de textos marxistas en castellano, participando regularmente en ferias del libro tan importantes como las de La Habana o Madrid.

## Objetivos

### Las organizaciones de masas
El Militante defiende que allá donde los marxistas son una minoría de la clase obrera deben participar dentro de las organizaciones de masas del movimiento obrero, aunque tengan una dirección reformista, es decir, contraria a las ideas de la revolución proletaria. Esta idea la obtienen de León Trotski, que en los años 30 recomendó a sus partidarios ingresar en los partidos socialistas para hacer un trabajo entrista, en el mismo momento en que se estaban formando en ellos tendencias de izquierda de masas.
Entienden que esta táctica les permite mantener un contacto cotidiano con decenas de miles de trabajadores, ganando su derecho a participar en la lucha y en la discusión sobre los objetivos del movimiento, al mismo tiempo que les da la oportunidad indispensable de probar a diario sus ideas y consignas en las acciones de las masas.
Ted Grant lo explicaba así: "Desde dentro de sus filas, entre los luchadores de la clase obrera, surgirán las fuerzas del marxismo revolucionario. Fuera de las organizaciones de masas no se creará nada que pueda resistir la fuerza del tiempo".

### El movimiento obrero
Otro rasgo distintivo de El Militante es la orientación hacia el movimiento obrero, que le ha permitido conseguir con los años una notable influencia sindical. Históricamente, cuenta con presencia en la provincia de Álava, donde durante la Transición española y los años siguientes dirigió la UGT, hasta que fueron purgados por el aparato socialdemócrata tras la victoria electoral del PSOE en 1982. A mediados de los años 1990, El Militante jugó un papel destacado en la conformación del Sector Crítico de CCOO,[cita requerida] sobre todo en Galicia y en la provincia de Guadalajara.
El hecho de ser una de las pocas fuerzas políticas de izquierda que realiza un trabajo organizado en CCOO y UGT permitió que El Militante se convirtiera en un referente para múltiples delegados sindicales descontentos con el rumbo que llevan los dirigentes de ambos sindicatos, como se ha visualizado en las conferencias sindicales de ámbito estatal que El Militante organiza cada cierto tiempo.
En el otoño de 2014, los dos grandes sindicatos españoles (CCOO y UGT) se vieron sacudidos por el caso de las tarjetas black de Bankia, en el que están implicados altos dirigentes sindicales que formaban o habían formado parte del consejo de administración de dicha entidad financiera. Ante la gravedad del escándalo, sindicalistas de CCOO ligados a El Militante lanzaron el manifiesto Ganemos CCOO, para exigir el fin de la política de pactos y consensos con las empresas y el gobierno (política en la que ven el origen de la corrupción de los dirigentes implicados en el escándalo) y reclamar la dimisión de la máxima dirección del sindicato y la celebración de un congreso extraordinario con delegados elegidos directamente por las bases.
El gran apoyo obtenido por este manifiesto, al que se sumaron cientos de delegados y afiliados en muy poco tiempo, condujo a que más de doscientos sindicalistas de todas las ramas y territorios celebraran un encuentro en Madrid el 6 y 7 de diciembre de 2014, para impulsar la construcción de la corriente GanemosCCOO. El encuentro debatió y aprobó un documento con diez propuestas para recuperar el sindicalismo combativo, de clase, democrático y asambleario con que nacieron las Comisiones Obreras.
Asimismo, sus correligionarios en Venezuela, que editan un periódico del mismo nombre, han conseguido una gran influencia en el movimiento de fábricas ocupadas, dirigiendo algunas de sus luchas más emblemáticas.